# 超軟X射線源
超軟X射線源（super soft X-ray source，SSXS或SSS）是天文學上非常低能量的X射線源。超軟X射線的能量範圍在90至2,500電子伏特，而硬X射線的能量範圍在1,000至20,000電子伏特。因為超軟X射線在我們的銀河系內通常都在銀河盤面內，而由於銀河盤的星際吸收遮蔽 ，在多數的情況下檢測到的能量都低於500電子伏特。他門在外星系中則很明顯，在大麥哲倫星系大約有10個，而在M31至少有15個。
在2005年初期，在大麥哲倫星系、小麥哲倫星系、銀河系等，大約20個星系中發現的SSS至少超過100個。它們的光度都低於大約3 x 1038 erg/s，被認為是吸積的白矮星或後新星穩定核燃燒。只有少數幾個SSS光度大於或等於 ≥1039 erg/s。
超軟X射線被認為是從聯星組中被拉扯到白矮星表面的物質穩定進行核融合造成的，這就是所謂的密近聯星超軟源 (close-binary supersoft source，CBSS)，但這需要足夠高的流量才足以維持核融合。相較於新星，在較低的流量下，只有零星的物質進行核融合。超軟X射線源可以演變成Ia超新星，突然融合的物質可以讓白矮星和中子星經由坍塌而毀滅。
超軟X射線源最初是由愛因斯坦衛星發現的，進一步的發現則是羅塞德衛星 。許多不同類型的天體都會輻射出超軟X射線 (主要的輻射都低於500電子伏特)。

## 銀河的SSXS
已經在我們的銀河系和球狀星團M3中發現SSSX。MR Velorum (RX J0925.7-4758)是在銀河系中罕見的超軟X射線聯星。"這個來源被星際物質嚴重的紅化，使得在紫外線和藍色波段難以觀測"。 測量到MR Velorum的週期在～4.03天，遠遠超過其它的超軟系統，而一般的週期通常都少於一天。

## 密近聯星超軟源 (CBSS)
CBSS 模型需要白矮星龐大的吸積量做為發電機才能穩定的進行表面的核燃燒成為超軟X射線源。在1999年，有八個週期在4小時至1.35天之間的超軟X射線源：RX J0019.8+2156 (MW)、RX J0439.8-6809 (LMC)、RX J0513.9-6951 (LMC)、RX J0527.8-6954 (LMC)、RX J0537.7-7034 (LMC)、CAL 83 (LMC)、CAL 87 LMC)、和1E 0035.4-7230 (SMC)。

## 共生聯星
共生聯星是聯星系統組成的變星，通常其中一顆外面的氣殼已經膨脹成紅巨星，並且質量流失快速；而另一顆是表面氣體已經游離的高溫星(通常是白矮星). 在在1999年發現的三顆共生聯星是SSXSs：天龍座AG (BB, MW),望遠鏡座RR (WD, MW)，和RX J0048.4-7332 (SMC, WD).。

## 無交互作用白矮星
羅塞德衛星記錄到的第一顆單一白矮星X射線源是最年輕、最熱的白矮星，溫度接近100,000K，光譜屬於DO型。

## 激變變星
"激變變星是由白矮星和紅矮星組成，經由洛希辧再次轉移逸出物質的密接聯星系"。激變變星的核融合和吸積的能量兩者都被觀察到是X射線源。吸積盤可能會因為傾向於不穩定導致矮新星的爆發：盤面中一部份的物質掉落至白矮星，當底部累積的密度和產生的溫度足夠高時，點燃核融合反應發生激變，而迅速的燃燒氫層成為氦層。
天箭座V顯然是唯一的一顆SSXS的非磁性激變變星：它的熱亮度是(1 - 10) x 1037，聯星系的溫度相當於低於80電子伏特的黑體，軌道週期為0.514195天。
在高質量傳輸率(Ṁ)下，吸積盤可以成為熱穩定系統，這種系統因為缺乏矮新星爆發的特徵，因此稱為類新星 (nova-like) 。

## 玉夫座VY型激變變星
在類新星中有一小群顯示出臨時減少或停止續發Ṁ，他們屬於玉夫座VY型，或是反矮新星。

### 天鵝座V751
天鵝座V751 (BB, MW) 是玉夫座VY型的激變變星，它的熱光度是6.5 x 1036 erg/s，並且平靜的發射出軟X射線。發現天鵝座V751微弱軟X射線源的存在是一種挑戰，因為這是不尋常的激變變星，它通常只顯示在平靜的硬X射線輻射 。
它的高亮度 (6.5 x 1036 erg/s) 在普通的玉夫座VY型中特別令人難以理解，因為觀測上認為這只是單純由白矮星與紅矮星組成的平靜聯星對 (幾乎看不見吸積盤)。 "在軟X射線的高光度引發出需要額外理解的問題：為什麼光譜中只有輕微的激發？" 直到2001年之前，在任何的光譜記錄中，氦II λ4686/Hβ 的比率不超過～0.5，這在典型的吸積動力激變變星和超軟聯星 (CBSS) 兩者中都是不常見的比例。
推進對低亮度X射線強度到可以接受的邊緣，建議不應超過～2 x 1033 ergs/s，其中只有～4 x 1031 ergs/s是白矮星回收再生的光，大約等於感應再生的核亮度。

## 磁激變變星
來自磁激變變星的X射線是很常見的，因為吸積持續提供氣體給星冕。一些數量系統相對於軌道週期，顯示出在統計上有意義最小值在2和3小時之間，這可能可以理解是磁制動時的效應，伴星變得完全對流和通常是發電機 (完全在對流包層內運轉)，不再產生磁風帶走伴星的角動量。旋轉被歸咎於不對稱彈射的行星星雲和風 and the fields on in situ dynamos。軌道和旋轉的週期因為白矮星強磁場而同步，那些沒有檢測到的場則沒有同步。
溫度範圍在11,000至15,000 K，所有在這種極端場的白矮星都太冷，但仍能檢測到極紫外線/X射線，例如：Grw +70°8247、LB 11146、SBS 1349+5434、PG 1031+234和GD 229。
許多強磁場的白矮星都是孤獨的天體，雖然G 23-46 (7.4 MG) 和LB 1116 (670 MG) 都是未能解析的聯星系統。
RE J0317-853是最熱的磁白矮星，溫度為49,250 K，具有極強的磁場，大約是～340MG，和隱含725.4秒的，羅塞德衛星檢測出RE J0317-853介於100和400電子伏特，但是從400至2,400電子伏特沒有更高的能量帶。 RE J0317-853與一顆相距16弧秒的藍色星LB 9802 (也是白矮星) 有關聯，但沒有物理上的關聯。沒有觀測到在中心孳生的偶極長，但是在離開中心的南極有664MG的偶極場，和北極有197MG的偶極場。
直到最近 (1995)，只有PG 1658+441擁有超過30,000 K的有效溫度，它的極場強度只有3MG。
羅塞德衛星的廣視野相機 (Wide Field Camera，WFC) 測得RE J0616-649 擁有～20 MG的磁場。
PG 1031+234表面的場已經超過從～200MG至接近1,000MG，並且以3h24m的週期旋轉。
激變變星的優勢磁場只侷限於狹窄的範圍內，RX J1938.4-4623最強的磁場達到7,080 MG。
雖然主序星的磁場由星冕有關並直接維護，但1999年之前，沒有一顆單獨的磁星被觀察到是X射線源。

## PG 1159星
PG 1159是一個非常熱的恆星集團，是由大氣層中的碳和氧主導的脈動白矮星原型。
PG 1159星的光度達到～1038 erg/s，但是形成相當不同的一類。RX J0122.9-7521已被確認是銀河的PG 1159星。

## 新星
有三個熱光度大約在1038 erg/s的超軟X射線源，它們都是新星：
蒼蠅座GQ(BB, MW)、天鵝座V1974(WD, MW)、和大麥哲倫新星1995 (WD)。很顯然的，如果大麥哲倫1995新星是聯星，其軌道週期迄1999仍然是未知的。
天蝎座U，羅塞德衛星未曾觀測的1999再發新星，是一顆白矮星(74-76 eV)， Lbol ~ (8-60) x 1036 erg/s，軌道週期為1.2306天。

## 行星狀星雲
在小麥哲倫星系(SMC)的1E 0056.8-7154是一個熱光度為2 x 1037的白矮星，和行星狀星雲結合在一起的系統。

## 超軟活動星系核
超軟活動星系核的亮度可以達到1045 erg/s。

## 大振幅爆發
超軟X射線輻射的大振幅爆發曾經被解釋為潮汐中斷的事件。